# Пастел
Пастелът е пръчица от оцветен восък, използвана за писане или рисуване. Восъчните пастели се различават от пастелите, при които пигментът е смесен със сухо свързващо вещество като гума арабика, и от маслените пастели, където свързващото вещество е смес от восък и масло.

## Преимущества
Пастелите се предлагат на различни цени и са лесни за работа. Те цапат по-малко от повечето бои и маркери, имат обли краища (премахват риска наличен от остри точки при използване на молив или писалка), обикновено са нетоксични и се предлагат в голямо разнообразие от цветове. Тези характеристики ги правят особено добри инструменти за обучение на малки деца да рисуват, освен че се използват широко от студенти и професионални художници.

## История
Историята на пастел не е напълно изяснена. Френската дума Crayon, първоначално означаваща „креда молив“, датира около 16-ти век и произлиза от думата craie (креда), която идва от латинската дума creta (Земя). Значението по-късно се промения на просто „молив“, което все още важи на съвременния френски.
Идеята за комбиниране на форма на восък с пигмент датира от хиляди години. Енкаустичното рисуване е техника, която използва горещ пчелен восък, комбиниран с цветен пигмент, за свързване на цвета в камъка. След това се използва източник на топлина, за да се „изгори“ и да се фиксира изображението на място. Смята се, че Плиний Стари, римски учен, описва първите техники за рисуване с восъчни пастели.
Този метод, използван от египтяни, римляни, гърци и дори местните жители на Филипините, се използва и днес. Процесът обаче не е бил използван за превръщане на пастели във форма, предназначена за държане и оцветяване и поради това е неефективен за използване в класна стая или като пособия за деца.